# 기토 류토
기토 류토(일본어: 紀藤 隆翔, 1998년 8월 14일~)는 일본의 축구 선수이다.

## 구단 경력
그는 2017년 J3리그의 기라반츠 기타큐슈에 입단했다. 2020년 일본 풋볼 리그의 스즈카 포인트 게터스로 이적했다. 2022년후 현역 은퇴.